# Ambia pictoralis
Ambia pictoralis là một loài bướm đêm trong họ Crambidae.